# Ruth D. Lechuga
Ruth D. Lechuga (Vienne, 6 février 1920 - Mexico, 19 septembre 2004) est une anthropologue autrichienne naturalisée mexicaine. 